# Obliquogobius
Az Obliquogobius a csontos halak (Osteichthyes) főosztályának a sugarasúszójú halak (Actinopterygii) osztályába, ezen belül a sügéralakúak (Perciformes) rendjébe, a gébfélék (Gobiidae) családjába és a Gobiinae alcsaládjába tartozó nem.

## Rendszerezés
A nembe az alábbi 6 faj tartozik:
- Obliquogobius cirrifer Shibukawa & Aonuma, 2007
- Obliquogobius cometes (Alcock, 1890) - típusfaj
- Obliquogobius fluvostriatus Chen, Jaafar & Shao, 2012
- Obliquogobius megalops Shibukawa & Aonuma, 2007
- Obliquogobius turkayi Goren, 1992
- Obliquogobius yamadai Shibukawa & Aonuma, 2007